# Walking with Elephants
Walking with Elephants is een single van de Litouwse artiest Ten Walls uit 2014. 

## Achtergrond
Walking with Elephants is geschreven en geproduceerd door Ten Walls. Het is een instrumentaal nummer die past in de genres progressive house en deep house. Het lied draait om geluid van een tuba. Het is het meest succesvolle nummer van de artiest, welke vanaf 2015 geweerd werd van festivals en radio's door homofobe opmerkingen.

## Hitnoteringen
Het nummer was in enkele Europese landen succesvol. De hoogste notering was in de Vlaamse hitlijst. Hier bereikte het de vierde positie en was het negentien weken in de lijst te vinden. In de Waalse hitlijst kwam het tot de twintigste plaats met een noteringsduur van elf weken. In het Verenigd Koninkrijk stond het zeven weken in de respectievelijke hitlijst en was de zesde plek de piekpositie. De laatste notering was in Frankrijk, waar het reikte tot een bescheiden 130 plek, terwijl het wel acht weken in de lijst te vinden was.